# 六部
六部（地方及藩属国的六官称六曹），中国、朝鮮、越南古代數個官署的統稱。从隋唐开始，对中央行政机构中的吏部、戶部、禮部、兵部、刑部、工部各部的总称。以上六部，最高領導長官稱為尚書，所以分別有吏部尚書、户部尚書、礼部尚書、兵部尚書、刑部尚書、工部尚書等各部首長。六部发端于秦少府尚书，经東汉尚书台诸曹演化而成。

## 沿革
六部的职务在秦汉时为九卿所分掌，魏晋以后，尚书分曹治事，由曹渐变为部；至隋唐始确定以六部为尚书省的组成部分，以吏、户（隋称民部）、礼、兵、刑、工六部，比附《周礼》中的六官（六卿），将秦汉九卿的职务大部并入。元代六部改属中书省。明太祖废宰相不置，以尚书任天下事，六部直接对皇帝负责，地位更加提高。在明成祖進行遷都之後，國都雖在北京，但南京仍有設置南京六部，清朝亦在舊都設置盛京五部。
清末，新設外务等各部，六部之名遂废。

### 前身演變
漢成帝置「四曹尚書」和「尚書僕射」，即常侍曹、二千石曹、民曹、客曹等「四曹尚書」。此後世六部尚書之濫觴。宋鄭樵《通志·職官略》三《尚書總序》：「漢成帝初置尚書五人，其一人為尚書僕射，四人分為四曹尚書。常侍曹，主公卿；二千石曹，主郡國二千石；民曹，主凡吏民上書；客曹，主外國夷狄。」
東漢光武帝劉秀在尚書台設三公曹、吏部曹、民曹、主客曹、二千石曹、中都官曹等六曹，又名六曹尚書，為日後六部尚書前身雛型。
東漢尚書開始分為六曹治理國事，據古籍記載，有三公曹、吏部曹、民曹、主客曹、二千石曹、中都官曹。其中三公曹尚書分兩人，稱之為六曹。後主客曹分為南北兩主客曹，但仍習稱六曹（六曹尚書）。
至東漢後期，漢靈帝將吏部曹尚書改稱選部尚書，任命梁鹄為選部尚書，掌選任官吏，秩六百石，隸屬尚書台。魏晉時更名為吏部尚書。
魏晉以後，尚書六曹屢有變革。西晉時，有吏部、殿中、五兵、田曹、度支、左民六曹，屬尚書省。

## 出自
魏晉時期，尚書省獨立於少府，成為中樞所在。尚書機構龐大，分曹治事，常有增省。以僕射、尚書領若干曹，曹置郎，下有令史等吏。郎久任稱侍郎。常見者有吏部、祠部、左民、度支、都官、五兵等尚書，起部尚書掌營造，有事則置，無則省。

### 引用
1. 1 2 3 4  徐连达 (编). . 上海: 上海大学. 2010: 142. ISBN 978-7-81118-556-0 （中文（简体））.